# Едуард Дітль
Едуард Дітль (нім. Eduard Dietl; нар. 21 липня 1890, Бад-Айблінг — пом. 23 червня 1944, Реттенег) — німецький воєначальник часів Третього Рейху, генерал-полковник (1942) Вермахту. Кавалер Лицарського хреста з Дубовими листям та мечами (1944, посмертно).

## Біографія
Військова кар'єра
- 29 січня 1910 — єфрейтор
- 11 березня 1910 — унтер-офіцер
- 4 травня 1910 — фенріх
- 26 жовтня 1911 — лейтенант
- 9 липня 1915 — обер-лейтенант
- 29 серпня 1919 — гауптман
- 1 лютого 1930 — майор
- 1 лютого 1933 — оберст-лейтенант
- 1 січня 1935 — оберст
- 1 квітня 1938 — генерал-майор
- 1 квітня 1940 — генерал-лейтенант
- 19 липня 1940 — генерал гірсько-піхотних військ
- 1 червня 1942 — генерал-полковник

У жовтні 1909 року вступив на військову службу фанен-юнкером (кандидат в офіцери) в 5-й Баварський піхотний полк. До початку Першої світової війни — командир взводу кулеметної роти 5-го Баварського піхотного полку.

### Перша світова війна
З початком війни - ад'ютант батальйону 5-го Баварського піхотного полку. У вересні 1914 року нагороджений Залізним хрестом 2-го ступеня. У жовтні 1914 року тяжко поранений. З березня 1915 по листопад 1916 року — знову ад'ютант батальйону 5-го Баварського піхотного полку. Потім — ад'ютант 7-й Баварської піхотної бригади. У жовтні 1918 року вдруге важко поранений. 

### Між світовими війнами
Після війни продовжив службу в рейхсвері. У 1919 році служив у фрайкорі генерала Еппа. 
У 1920-1924 роках — командир роти в 19-му піхотному полку. У 1924-1928 роках —викладач в піхотному училищі. У 1928-1931 роках —начальник штабу батальйону 19-го піхотного полку. У 1931-1934 роках —- на штабних посадах (дивізія, полк). У 1935-1938 роках командував 99-м гірським полком.

### Друга світова війна
З травня 1938 по квітень 1940 командував 3-й гірської дивізії. З квітня 1940 року — командувач групою військ «Нарвік» (Норвезька кампанія). 
З червня 1940 року — командувач гірським корпусом «Норвегія».
Брав участь у другій світовій війні, бився в Заполяр'ї. З червня 1942 року — командувач 20-ї гірської армією.
23 червня 1944 року загинув в авіакатастрофі Ju 52 в Австрії разом з Францом Россі, Томасом-Емілем фон Віккеде і Карлом Егльзером.
Похований на кладовищі Нордфрідхоф в Мюнхені.

## Нагороди
- Медаль принца-регента Луїтпольда (Баварське королівство) (12 березня 1911)
- Залізний хрест 2-го класу (16 вересня 1914)
- Медаль «За відвагу» (Гессен) (16 жовтня 1915)
- Залізний хрест 1-го класу (3 вересня 1916)
- Орден «За військові заслуги» (Баварія) 4-го класу з мечами (18 липня 1918)
- Нагрудний знак «За поранення» в сріблі
- Нагрудний знак керівника гірських частин (1 квітня 1931)
- Командорський хрест ордена Заслуг (Чилі) (17 серпня 1933)
- Почесний хрест ветерана війни з мечами (18 січня 1935)
- Орден крові
- Німецький Олімпійський знак 1-го класу (1936)
- Медаль «За вислугу років у Вермахті» 4-го, 3-го, 2-го і 1-го класу (25 років) (2 жовтня 1936) — отримав 4 нагороди одночасно.
- Медаль «У пам'ять 13 березня 1938 року»
- Медаль «У пам'ять 1 жовтня 1938» із застібкою «Празький град»
- Застібка до Залізного хреста
  - 2-го класу (23 вересня 1939)
  - 1-го класу (15 квітня 1940)
- Лицарський хрест Залізного хреста з дубовим листям і мечами
  - Лицарський хрест (9 травня 1940)
  - Дубове листя (№1; 19 липня 1940) — за заслуги у боях в районі Нарвіка.
  - Мечі (№72; 1 липня 1944 — посмертно)
- Відзначений у щоденній доповіді «Вермахтберіхт» (10 червня 1940)
- Нагрудний знак есмінця (5 листопада 1940)
- Комбінований Знак Пілот-Спостерігач в золоті з діамантами (5 січня 1941)
- Нарвікський щит (21 березня 1941)
- Великий хрест ордена Білої Троянди з мечами та зіркою (Фінляндія) (9 листопада 1941)
- Почесна катана національної організації Shochoku Seishin Shinko-kai (Японська імперія)
- Медаль «За зимову кампанію на Сході 1941/42»
- Золотий партійний знак НСДАП (30 січня 1943)
- Орден Хреста Свободи (Фінляндія)
  - 1-го класу зі зіркою, дубовим листям і мечами (20 січня 1944)
  - Великий хрест з мечами (24 червня 1944 — посмертно)